# Arena (edificio)

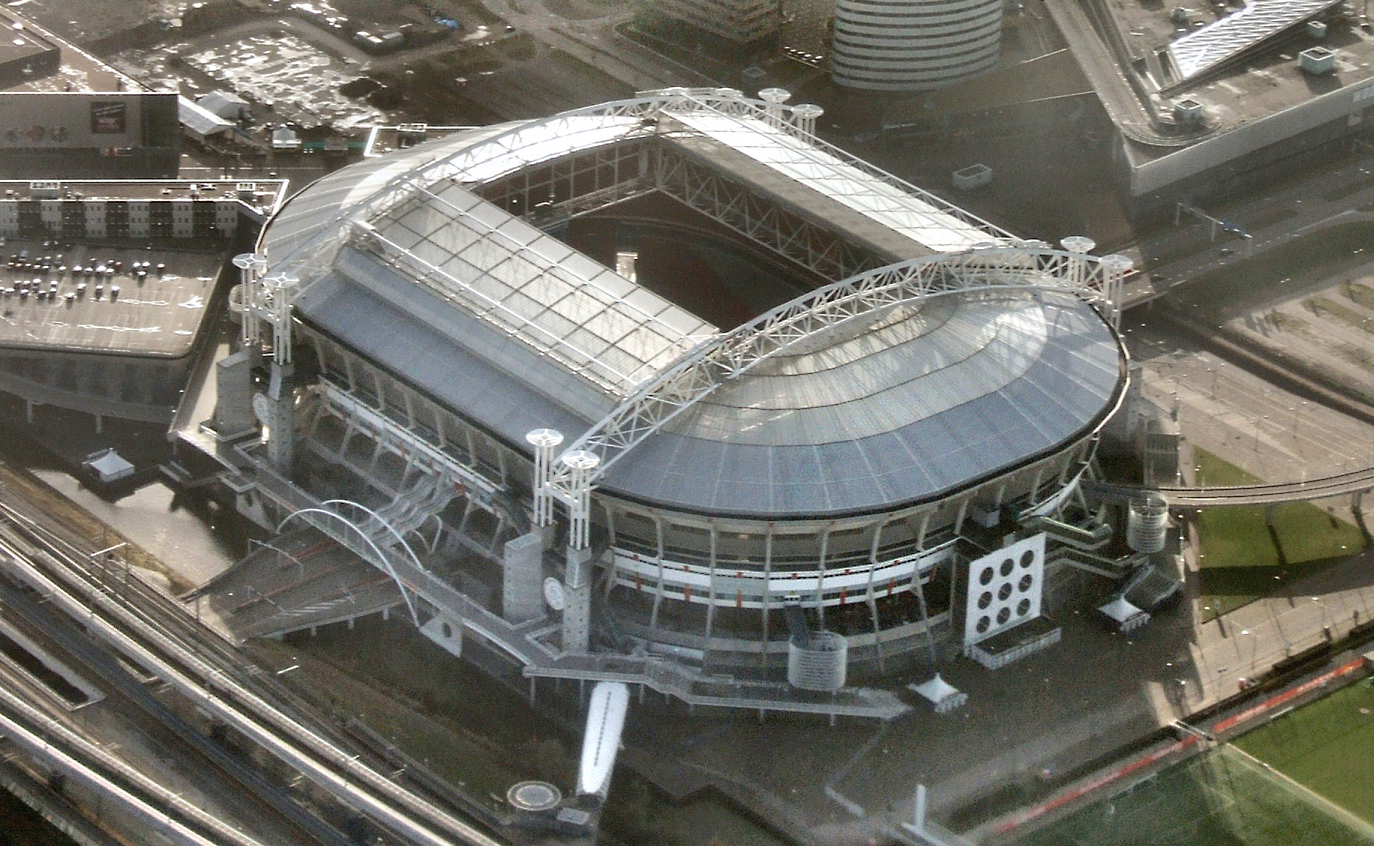
L'Amsterdam Arena con la copertura semovibile aperta

L'arena è un impianto sportivo, in taluni casi anche polivalente, atto ad ospitare eventi sportivi, musicali e di intrattenimento per una vasta platea di pubblico. 
Essa può essere all'aperto, in questo caso l'arena si definisce anche stadio, o al coperto, in questo caso viene detta palazzetto dello sport o arena coperta.

## Origine del termine
Nei tempi antichi l'arena era lo spazio libero, generalmente la parte interna di anfiteatri o stadi, in cui si svolgevano giochi o spettacoli. Quindi, per estensione, con lo stesso termine veniva indicato l'edificio stesso (ad esempio l'Arena di Verona).
Oggi col termine arena ci si riferisce all'edificio o all'impianto che ospita i pubblici spettacoli; in Spagna sono dette arene anche gli impianti che ospitano le corride.

## Arena coperta

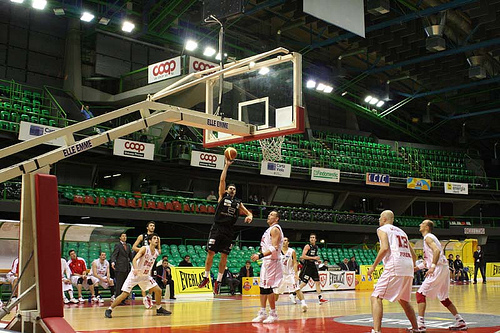
Una fase di un incontro di pallacanestro al Nelson Mandela Forum di Firenze

L'arena coperta (detta anche "palazzetto dello sport" o "palasport") è un'arena al chiuso, spesso circolare o di forma ovale, progettata per ospitare eventi sportivi, ma anche attività teatrali o concerti di musica.
Un'arena coperta è costituita da un largo ambiente centrale, circondato da tutti i lati, o comunque da almeno uno di essi, da file di posti a sedere per gli spettatori. Lo spazio dedicato allo spettacolo è solitamente nel punto più in basso del palazzetto, così da consentire la massima visibilità a tutti gli spettatori.
In italiano il termine "palazzetto dello sport" è comunemente utilizzato in luogo di "arena coperta" e fu introdotto per la prima volta dall'ingegner Pier Luigi Nervi che nel 1960, chiamato a realizzare una arena al coperto in occasione dei Giochi olimpici di Roma 1960 che potesse ospitare non soltanto alcuni sport, ma anche altri eventi; egli battezzò quindi la struttura Palazzetto dello Sport (con la "S" maiuscola).

## Esempi di arene
Alcune arene nel mondo sono il Madison Square Garden di New York, il Beijing Institute of Technology Gymnasium di Pechino (realizzata in occasione dei Giochi olimpici di Pechino 2008), l'Olympiahalle di Monaco di Baviera e il Palazzetto dello Sport a Roma.